# Patty Duke
Anna Marie „Patty“ Duke (* 14. Dezember 1946 in Elmhurst, New York; † 29. März 2016 in Coeur d’Alene, Idaho) war eine US-amerikanische Schauspielerin und Sängerin. Im Alter von 16 Jahren gewann sie den Oscar als beste Nebendarstellerin für Licht im Dunkel, danach war sie zeitweise ein populärer Teenager-Star.

## Leben
Anna Marie Duke wurde 1946 als Tochter von John Patrick Duke, einem Handwerker und Taxifahrer, und Frances McMahon, einer Kassiererin, in Elmhurst, Queens, geboren. Ihr Vater war Irischamerikaner und ihre Großmutter mütterlicherseits Deutsche. Mit ihrem Bruder erlebte sie eine harte Kindheit, ihr Vater war Alkoholiker, ihre Mutter litt an Depressionen, und sie wurde häufig Opfer häuslicher Gewalt. Als Patty Duke sechs Jahre alt war, trennte sich die Mutter vom Vater, und als sie acht Jahre alt war, übergab ihre Mutter das Sorgerecht für sie an John und Ethel Ross. Diese erkannten ihr Talent, wurden ihre Manager und forcierten eine Karriere als Kinderdarstellerin.

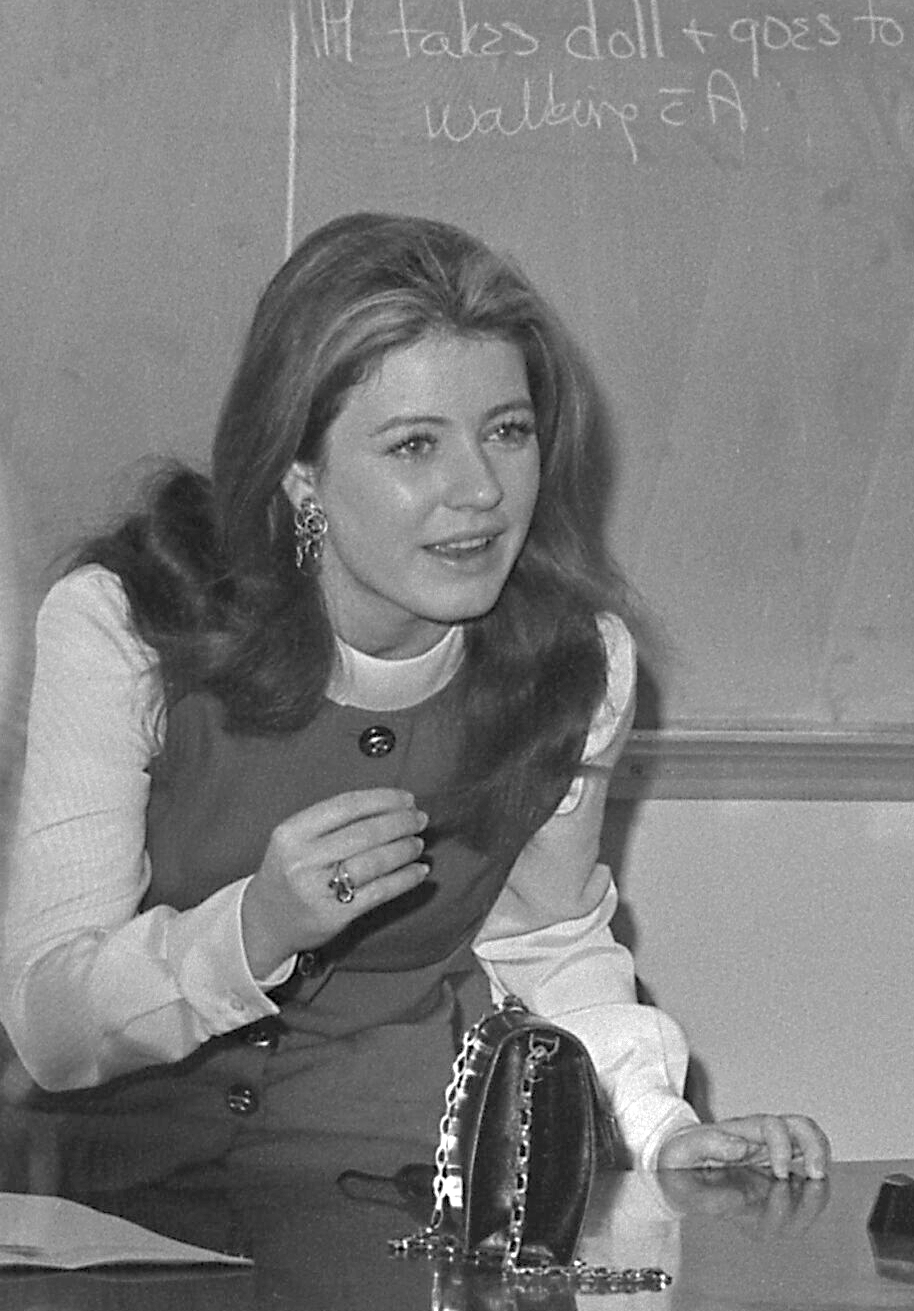
Patty Duke vor Studenten der UCLA über ihre Darstellung der Helen Keller (1970)

Nach einigen Werbespots und kleineren Rollen bekam Duke 1959 ihre erste größere Rolle als taubblinde Helen Keller am Broadway in Licht im Dunkel, einem Theaterstück von William Gibson. Für dessen Verfilmung erhielt sie 1962 als 16-Jährige einen Oscar als beste Nebendarstellerin, für den sie sich mit einer der kürzesten Reden bedankte, sie sagte lediglich „Thank you“. Nach Tatum O’Neal und Anna Paquin ist sie die drittjüngste Oscargewinnerin. Sie gewann drei Emmys (1977, 1979 und 1980) und zwei Golden Globe Awards (1963 und 1970). Von 1963 bis 1966 hatte sie eine eigene Fernsehsendung, die Patty Duke Show. In dieser Sitcom spielte sie die Doppelrolle der ungleichen Cousinen Cathy und Patty Lane, die im selben Haus leben. In dieser Zeit betätigte sie sich auch als Sängerin und veröffentlichte ein Musikalbum mit dem Titel Don’t Stand Just There. Der Titelsong kam in die Top 10 der US-Charts. 
Ab ihrer Rolle in dem Film Das Tal der Puppen von 1967 versuchte sie den Sprung in das Erwachsenenfach. Ab Ende der 1960er Jahre war sie als Schauspielerin vornehmlich in Fernsehproduktionen zu sehen. Zum Nachteil ihrer Karriere geriet wohl auch ihre bipolare Störung, die bereits im Jugendalter begonnen hatte und sich durch seltsames Verhalten bei Dreharbeiten und öffentlichen Auftritten bemerkbar machte, aber erst 1982 diagnostiziert wurde. Als eine der ersten prominenten Persönlichkeiten ging sie in den 1980er-Jahren mit ihrer psychischen Krankheit in die Öffentlichkeit und engagierte sich später intensiv in diesem Bereich. Im amerikanischen Fernsehen konnte sich Duke insbesondere in den 1980er- und 1990er-Jahren als Hauptdarstellerin zahlreicher Fernsehfilme profilieren, während sie im Kino bis auf wenige Ausnahmen wie der Hauptrolle im Horrorfilm Amityville Horror 4 nicht mehr zu sehen war.
Von 1985 bis 1988 war Duke Vorsitzende der US-amerikanischen Schauspielergewerkschaft Screen Actors Guild. Ihr Schaffen umfasst mehr als 130 Produktionen. 30 Jahre nach Ende ihrer Show wurde Duke von TV Guide 1996 auf Platz 40 der 50 größten Fernsehstars aller Zeiten geführt.
Patty Duke war viermal verheiratet: von 1965 bis 1969 mit dem Regisseur Harry Falk, vom 26. Juni bis 9. Juli 1970 mit Michael Tell, von 1972 bis 1985 mit dem Schauspieler John Astin und von 1986 bis zu ihrem Tod mit Michael Pearce. Aus zwei ihrer Ehen gingen die Schauspieler Sean Astin (* 1971, mit Michael Tell) und Mackenzie Astin (* 1973) hervor; 1988 adoptierte sie einen weiteren Jungen. Patty Duke starb im März 2016 im Alter von 69 Jahren an einer Sepsis.

## Filmografie (Auswahl)
- 1958: Die Göttin (The Goddess)
- 1959: Ehegeheimnisse (Happy Anniversary)
- 1959: Der 4-D Mann (4D Man)
- 1959: Meet Me in St. Louis (Fernsehfilm)
- 1962: Licht im Dunkel (The Miracle Worker)
- 1963–1966: The Patty Duke Show (Fernsehserie, 105 Folgen)
- 1965: Billie
- 1967: Das Tal der Puppen (Valley of the Dolls)
- 1967: Die Leute von der Shiloh Ranch (The Virginian; Fernsehserie, eine Folge)
- 1969: Ich, Natalie (Me, Natalie)
- 1972: Ausgeliefert (You’ll Like My Mother)
- 1976: Die Straßen von San Francisco (The Streets of San Francisco; Fernsehserie, zwei Folgen)
- 1977: Der Fluch der schwarzen Witwe (Curse of the Black Widow; Fernsehfilm)
- 1977: Tod an Bord (Killer on Board; Fernsehfilm)
- 1977–1984: Love Boat (Fernsehserie, drei Folgen)
- 1978: Der tödliche Schwarm (The Swarm)
- 1978: Was soll denn nur mit Vater werden (A Family Upside Down; Fernsehfilm)
- 1979: Licht im Dunkel (The Miracle Worker; Fernsehfilm)
- 1980: Die Chaotin und der Wolfmann (Mom, the Wolfman and Me; Fernsehfilm)
- 1981: Die Macht der Gewalt (The Violation of Sarah McDavid; Fernsehfilm)
- 1982: Mein großer Bruder (Something So Right; Fernsehfilm)
- 1982–1983: It Takes Two (Fernsehserie, 22 Folgen)
- 1983: Schwester Dulcinas 1-Dollar-Coup (September Gun; Fernsehfilm)
- 1984: Unter Verdacht (Best Kept Secrets; Fernsehfilm)
- 1986: Triumph des Herzens (A Time to Triumph; Fernsehfilm)
- 1987: An einem Freitagabend (Fight for Life; Fernsehfilm)
- 1988: Der Todesengel (Fatal Judgement)
- 1989: Die Rettung der Jessica McClure (Everybody’s Baby: The Rescue of Jessica McClure)
- 1989: Amityville Horror 4 (Amityville 4: The Evil Escapes)
- 1990: Babynapping – Roberts Entführung (Always Remember I Love You; Fernsehfilm)
- 1990: Die Patty Duke Story (Call Me Anna; Fernsehfilm)
- 1991: Zwischen Leben und Tod (Absolute Strangers; Fernsehfilm)
- 1992: Der letzte Wunsch (Last Wish; Fernsehfilm)
- 1992: Die phantastische Geisternacht (Grave Secrets: The Legacy of Hilltop Drive; Fernsehfilm)
- 1992: Zauberhafte Zeiten (Prelude to a Kiss)
- 1993: Mutter, laß mich nicht allein (No Child of Mine; Fernsehfilm)
- 1994: Den Killer im Nacken (One Woman’s Courage; Fernsehfilm)
- 1994: Niemand hört den Schrei (Cries from the Heart; Fernsehfilm)
- 1995: Recht und Gerechtigkeit (When the Vows Break; Fernsehfilm)
- 1996: Die Glut der Gewalt (Harvest of Fire; Fernsehfilm)
- 1996: Schatten der Vergangenheit (To Face Her Past; Fernsehfilm)
- 1998, 2003: Ein Hauch von Himmel (Touched By An Angel) (Fernsehserie, drei Folgen)
- 1998: Verbrecherisches Blut (When He Didn’t Come Home; Fernsehfilm)
- 1999: Wenn nicht ein Wunder geschieht (A Season for Miracles; Fernsehfilm)
- 2004: Für alle Fälle Amy (Judging Amy; Fernsehserie, eine Folge)
- 2009: Liebe bleibt ewig (Love Finds a Home; Fernsehfilm)
- 2011: Hawaii Five-0 (Fernsehserie, eine Folge)
- 2012: Bedingungslos geliebt (Amazing Love)
- 2012: Drop Dead Diva (Fernsehserie, eine Folge)
- 2013: Glee (Fernsehserie, Folge All or Nothing)
- 2015: Liv und Maddie (Liv and Maddie; Fernsehserie, eine Folge)
- 2018: Power of the Air (posthum)

## Auszeichnungen (Auswahl)
Oscar
- 1963: Auszeichnung in der Kategorie Beste Nebendarstellerin für Licht im Dunkel

Golden Globe Award
- 1963: Auszeichnung in der Kategorie Beste Nachwuchsdarstellerin für Licht im Dunkel
- 1963: Nominierung in der Kategorie Beste Nebendarstellerin für Licht im Dunkel
- 1966: Nominierung in der Kategorie Beste Serien-Hauptdarstellerin – Drama für The Patty Duke Show
- 1970: Auszeichnung in der Kategorie Beste Hauptdarstellerin – Komödie oder Musical für Ich, Natalie